# دهستان مرحمت‌آباد
دهستان مرحمت‌آباد، یکی از دهستان‌های بخش گوگ تپه شهرستان میاندوآب در استان آذربایجان غربی ایران است. مرکز این دهستان، روستای زنجیرآباد است.

## جمعیت
بر پایه سرشماری عمومی نفوس و مسکن در سال ۱۳۹۵، جمعیت دهستان مرحمت‌آباد برابر با ۶٬۲۳۵ نفر بوده است.